# Ministrowie obrony ZSRR
Lista ministrów obrony Związku Socjalistycznych Republik Radzieckich:

## Ludowi komisarze spraw wojskowych i morskich ZSRR (1923–1934)
- 1923–1925 – Lew Trocki
- 1925 – Michaił Frunze
- 1925–1934 – Klimient Woroszyłow

## Ludowi komisarze obrony ZSRR (1934–1946)
- 1934–1940 – Klimient Woroszyłow
- 1940–1941 – Siemion Timoszenko
- 1941–1946 – Józef Stalin

## Ministrowie sił zbrojnych ZSRR (1946–1950)
- 1946–1947 – Józef Stalin
- 1947–1949 – Nikołaj Bułganin
- 1949–1950 – Aleksandr Wasilewski

## Ministrowie spraw wojskowych ZSRR (1950–1953)
- 1950–1953 – Aleksandr Wasilewski
- 1953 – Nikołaj Bułganin

## Ministrowie obrony ZSRR (1953–1991)
- 1953–1955 – Nikołaj Bułganin
- 1955–1957 – Gieorgij Żukow
- 1957–1967 – Rodion Malinowski
- 1967–1976 – Andriej Grieczko
- 1976–1984 – Dmitrij Ustinow
- 1984–1987 – Siergiej Sokołow
- 1987–1991 – Dmitrij Jazow
- 1991 – Michaił Moisiejew (p.o.)
- 1991 – Jewgienij Szaposznikow